# 山本大智
山本 大智（やまもと だいち、1994年5月6日 - ）は、日本の俳優であり、元Candy Boyのメンバーである。石川県出身。テレビ朝日ミュージックに所属していた。

## 略歴・人物
- 身長171cm、体重54kg、足のサイズ26.5cm。
- Candy Boyのメンバー（三期）。
- 趣味はおいしいものを食べに行くこと、DVD鑑賞、バイク。
- 特技は人間観察、顔の筋肉が柔らかいこと。
- 資格はIAPA認定アロマ調香スタイリスト、危険物取扱免許、普通自動二輪免許、普通自動車第一種運転免許、紅茶アドバイザー（JSFCA日本安全食料料理協会）、スイーツコンシェルジュベーシック。
- 石川県金沢市出身
- 好きな食べものは蟹、貝、ラーメンなど。特に好きなラーメンやアイスに関してはCandyBoy公式ブログや本人の公式X、Instagramでもおすすめのものを時々紹介している。
- HAB北陸朝日放送『お取り寄せ日本全国まんぷく祭り』でスイーツ部門宣伝大使に任命された。そのハッシュタグで本人のインスタグラムやXでおすすめのスイーツの紹介を行っている。
- 2025年8月5日　たもちゃん、あひるとともにお笑いトリオ「ウォルトン」結成を発表した。
- 2025年9月7日　秋葉原ハンドレッドスクエア2にてウォルトンDEBUT LIVEを行う。

山本紅茶研究所
お勧めの紅茶を紹介するためのハッシュタグ。本人のインスタグラムで春やクリスマスなどの季節を楽しむもの、ノンカフェインのもの、ミルクと合うものなどを紹介している。また、過去にCandyBoy公式チャンネルにて「今夜はティーパーティー」（略して今ティー）で視聴者からの悩み事を前田大翔、川島寛隆とのやりとりを通して解決する動画を配信しており、その配信で冒頭に紅茶アドバイザーの資格を生かして、おすすめの美味しい紅茶も紹介していた（現在は非公開となっている）。
紅茶アドバイザー
紅茶アドバイザーの資格を活かしてCandyBoy公式ユーチューブチャンネルにおいて、美味しい紅茶を淹れる手順を必要な道具とともにわかりやすく紹介していた（現在非公開の形になっている）。
リーフルダージリンハウスとのコラボレーションの紅茶の販売の際には期間限定でバーコードリーダー付きのカードが添えられており、読み取る形でティーバックで美味しい紅茶を淹れる動画を公開していた。
CandyBoy紅茶セミナーにおいても、紅茶アドバイザーとしてUCC東京アカデミーの講師の方や他のメンバーと壇上で説明している。時にはユーモアを交えることで緊張をほどいたりしながら、優しく温かくわかりやすい形でアドバイスや指導を行っている。セミナーの内容の提案も行っている。
CandyBoy×リーフルダージリンハウス
CandyBoy6周年公演で土産として渡す紅茶（金木犀の花びらが入った栗やさつまいもの香りがする特別なもの）を前田大翔や川島寛隆とともに3種類から選んでいた。
「CandyBoy秋の紅茶祭」などの紅茶に関するイベントでは販売するコラボ紅茶を他のメンバーと一緒にセレクトしている。また、CandyBoyメンバーが交代でパーソナリティを務めたbayfmラジオ『真夜中のティーパーティー』では川島寛隆、前田大翔とともにリーフルダージリンハウスで銀座店で収録している。
『ホワイトデーの日に友人や恋人にプレゼントするのにおすすめの紅茶を選ぶというテーマ』で株式会社リーフルの山田夢子をゲストに迎える形で2人と試飲をしながら紅茶を選ぶ様子が放送された。その放送回のラジオと連動する形でCandyBoy公式インスタグラムやCandyBoy公式ユーチューブチャンネルにおいてショート動画が公開されている。
石川グルメ応援企画
本人のInstagramにおいて、出身地である石川県をコロナ禍で応援するために始めたハッシュタグの企画。CandyBoyのメンバーがパーソナリティを務めていたラジオの企画とも連動していた企画もあった。石川県内の美味しい物や美味しい物を食べられる店、おすすめの場所を紹介するだけではなく、都内にある石川県のおすすめのグルメを食べられるお店や石川県のアンテナショップで購入できるおすすめの食品なども紹介している。
D.あいち
山本大智本人のTiktokでのアカウント名（@d564506）。それ以前は山本大智（@daichi_0506）の名前でTiktok動画を配信している。大好きなラーメンを紹介するものや故郷の金沢の美味しいものを紹介するものや横浜中華街を食べ歩くものやMVのような作品など観ることができる。家系をはじめとした様々な種類のラーメンやつけ麺、カレーや牛丼などの美味しくてお得な店の発掘や調査を行ったり、モッパンや水平思考クイズやダンスにも挑戦している動画を観ることができる。
　以前自身のTiktokLive料理の名前、特徴やヒントやイラストを参考にしながら、味などを想像して料理を作る配信を行なっていたこともある。
　料理をするだけではなくて配信を見ている視聴者のコメントを拾いながら、「その日あったこと」を寄り添う形で聴いたり「最近のおすすめのもの」やクイズを出題したりしていた。
　時々出る方言も魅力で会話や雰囲気の魅力が伝わる配信だった。
MINATOシティプロモーションクルー
2023年4月30日に認定。港区の良さやブランドを国内外に発信し、港区の良さを国内外に発信していく仕事を担う。CandyBoyの他のメンバーとともに就任している。
CandyBoy✕LIBRA NATUTHERARY
アロマの資格を持つ奥谷知弘、前田大翔とともにコラボレーション商品開発に向けて、貴重なクリーンルームでの調香の様子や、『LIBRA NATUTHRAPY』直営店である大阪ヒルトンプラザ店を訪れている様子を収めた動画をCandyBoy公式YouTubeチャンネルにて公開している。　
アロマの勉強にもなるアロマ初心者でも楽しめる内容になっている。コラボ商品はCandyBoyCAFEや公式サイトなどで購入することができた。また、CandyBoyの楽曲やCandyBoyCAFE公演ストーリーとのコラボ展開もされている。
映像に出演しているゲストは松本純治（LIBRA NATUTHERAPY取締役工場長）、箕輪三香（ライブラナチュラテラピー東京エリアマネージャー）である。

## 出演

### テレビ番組
- BREAK OUT　Candy Boyコーナー（2014年～ テレビ朝日 レギュラー）
- 「月~金　お昼のソングショー　ひるソン！（テレビ番組）」　 CandyBoy 『君とアン・ドゥ・トロワ』（2022年3月17日 テレビ東京 ）
- 『イチモニ！第2部』（テレビ朝日系列　HTB北海道テレビ放送　2022年10月8日）

今日の占いコーナーにてCandyBoy『夏色の思い出』楽曲映像OA

### 舞台
- Candy Boy CAFE／定期公演出演
- Théâtre de Candy Boy『Bon Bon』(2018年9月 CBGKシブゲキ！)　マルコ役

- CandyBoy 6周年公演

（2021.9.25〜26日）
- CandyBoy 7周年公演『カヌレに恋した王様』（2022年9月日10〜11月日 Club ex.品川プリンスホテル ）
- CandyBoy　8周年公演（2023年9月23〜24日 Club ex.品川プリンスホテル）
- CandyBoyChiristmas2023

### ラジオ
- Candy BoyのCafe de bonbon (4月7日（日）～FM OH!（エフエム大阪）毎週日曜22:30～22:55　＠FM（エフエム愛知）毎週日曜24:30～24:55)
- 「78musi-curate」　『CandyBoy　真夜中のティーパーティー』（bayfm）毎週月曜26 :00〜

### 雜誌
- SODA11月号（2022年9月22日発売）　CandyBoyのメンバーとのインタビュー掲載

### CM
- 東京ディズニーリゾート 動画

- 丸美屋　釜めしの素　CandyBoyWeb限定CM

「釜めしカフェ篇」（2018年10月ー）
「フェアリークッキング篇」（2018年10月ー）
「ようこそ！釜めしワールドへ！篇」（2018年10月ー）

### CBA紅茶セミナー
- CBA『Tea Lesson vo1,2 in 大阪』（2019年3月23日）
- CBA『Tea Lesson vol1.2 in 名古屋』（2019年3月24日）

vol.1「紅茶の基礎知識と美味しい紅茶の淹れ方」紅茶に合うチョコをふんだんに使用したレッスン
vol.2「紅茶の楽しみ方とオリジナルハーブティー」アフターヌーンティーについて学ぶ。この時のアフターヌーンティーのメニューはチョコレートケーキ、スコーン、きゅうりのサンドイッチである。
- CandyBoy✕STORYSTORYYOKOHAMA CBA紅茶セミナー（2023年8月27日）

紅茶に関する基本的なことをテキストに沿って、学び進めていくスタイル。5種類の紅茶を飲み比べて種類を当てるクイズや、紅茶セミナー前に選択した抹茶ケーキもしくは甘夏みかんマンゴーパンケーキと合う紅茶を考えるフードペアリングも行った。
- CandyBoyCBA秋の紅茶セミナー

UCCアカデミー東京校にて紅茶の基礎知識（テキストに沿い生産国や製法などを学ぶ）を学んだ後、スパイス、ハーブ、フルーツを自由に組み合わせるオリジナルブレンドティー作りを実施（2023年11月16〜17日）
- CandyBoy春の紅茶セミナー2024

UCCアカデミー東京校にて。青りんご香るマスカットティー＆マイオリジナルティーバックを作ろう（2024年5月31日）

### イベント
- 「OSAKANOW 2018」

（2018.2.8）
- 「Can XBERS〜Lunch time concert〜」

（2018.6.9）
- 「CandyBoyChocolateChad」

CandyBoyのメンバーとオンラインで会話しながらショコラショーを作る体験型イベント
（2021年3月14日 第一部13:00〜、第二部15:00〜、第三部17:00〜）
- 日本ジェラート協会主催『ジェラートマエストロコンテスト2022　ファイナルステージ　』

イオンレイクタウンmori1階　木の広場ステージ（2022年5月8日）
- TokyoTokyo Delicious Museum（2022年5月20.21.22日）
- 日比谷オクトーバーフェスト~SPRING~（2022年5月24日）
- パンのフェス2022春in横浜赤レンガ倉庫（2022年3月11〜12日）イベントの公式サポーターとパフォーマンス披露
- CandyBoy✕STORYSTORYYOKOHAMAポップアップCAFE　コラボメニュー提供（2022年8月12〜8月28日）
- チーズフェスタ2022（2022年11月12日）
- パンのフェス2023 春 in 横浜赤レンガ倉庫（2023年3月4日〜5日）
- 肉フェス（特設ステージinお台場）（2023年5月6日）
- 『CandyBoy✕STORYSTORYYOKOHAMAポップアップCAFE』

STORYSTORYYOKOHAMA（2023年8月14日〜2023年9月3日）
CandyBoy✕STORYSTORYYOKOHAMA
- CandyBoyブックイベント（2023年8月24日）
- CandyBoy✕STORYSTORYYOKOHAMA CBA紅茶セミナー（2023年8月27日）
- OKTOBERFEST2023 TOYOSU

アーバンドックららぽーと豊洲　シーサイドデッキ (2023年9月10日)
- CandyBoy秋の紅茶祭

イオンレイクタウンkaze1F　光の広場（2023年10月7日）
ミニライブ＆特典会（CandyBoy✕リーフルダージリンハウス メンバーセレクトのコラボ紅茶の販売）
- CandyBoy　SpecialHALLOWEEN

GOBLIN横浜関内HALL店（2023年10月28.29日）
- 東京クリスマスマーケット （2023年11月28日.2023年12月5日 神宮外苑）
- CandyBoyChristmas

ホテルインターコンチネンタル東京ベイ（2023年12月22日）
- 第12回　MITO世界チョコレートフェスティバル（2024年2月10日）

水戸県庁特設ステージでのパフォーマンス
京成百貨店1階正面口　特設会場でのステージパフォーマンス ／ CandyBoy✕リーフルダージリンハウスコラボ紅茶の販売、お渡し会
- CandyBoy✕PepperPALOR Valentine's Day（2024年2月14日）

PepperParlorでのPepperくんとの一夜限りのスペシャルパフォーマンス
- 日本スイーツ協会主催「Sweets Talk and　Live」 渋谷 東京カルチャーカルチャー（2024年4月6日）
- 日本ジェラート協会主催 2024 第6回ジェラートマエストロコンテスト（2024年5月19日）

イオンモール幕張新都心1階 グランドコートグランドモール特設会場
- CandyBoy初夏のコーヒーセミナー2024 UCCアカデミー東京校（2024年6月2日8）

### Web
- C CHANNEL イケメン企画動画
- CandyBoy君とアン・ドゥ・LIVE！特別編思い出の公演BEST3第一回「奥谷知弘・山本大智」
- CandyBoySpringdiary#02
- CandyBoy Christmas diary~山本大智~（CandyBoy公式YouTubeチャンネル）
- 「CandyBoyバレンタインデー2021〜チョコレート色のSweetSweetDay〜」

2021.2.13〜チケット制で期間限定配信
- CandyBoy生配信バレンタインスペシャル　#食後のCandyTime オンライン特別編
- ショートドラマ　パート3|思わず常連になりたくなるカフェ店員（CandyBoy公式YouTubeチャンネル）
- ~#2 会社にこんな先輩がいたら頑張れる　心の支え（CandyBoy公式YouTubeチャンネル）
- CandyBoyと日本初のアロマテラピーブランド「LIBRA    NATUTHERADY 」との新しいコラボレーションが決定（CandyBoy公式YouTubeチャンネルにて公開）
- ラボにて「LIBRANATUTHERARY」とのコラボ商品開発！（CandyBoy公式YouTubeチャンネルにて公開）
- CandyBoy新曲「WonderfulChristmas」 12/20配信リリース　メンバーティザー　山本大智ver.
- bayfmラジオ『真夜中のティーパーティー』

ホワイトデーにおすすめ！恋人や友達にプレゼントする紅茶選びinリーフルダージリンハウス（CandyBoy公式YouTubeチャンネル.CandyBoy公式インスタグラム）
- CandyBoyマンスリー生配信（CandyBoy公式YouTubeチャンネル）

### Web記事
- スマートボーイズ☆スマホX（@sumabo_tv）#奥谷知弘#川島寛隆#福留瞬#前田大翔#宮城光輝#山本大智

"CandyBoy"8周年公演「しあわせ王子」が開催！ 初日公演オフィシャルレポートUP！ 12/22にX'mas公演の開催が決定（2023年9月26日）
- ステージナタリーX（@stage.natalie）

奥谷知弘率いるCandyBoyが8周年公演開催。クリスマスイベントも（舞台写真あり/写真30枚）（2023年9月26日）

### レビュー
- HAB北陸朝日放送「#お取り寄せ日本全国まんぷく祭り　おすすめスイーツ情報　」安孫子宏輔と『せんねんの木さん』[とろなまバウムチョコ＆とろなまバウム抹茶]

- HAB北陸朝日放送「#お取り寄せ日本全国まんぷく祭り　おすすめスイーツ情報」奥谷知弘と『神戸ブランツ』『秋のよくばりセット』[チーズケーキと壺プリン]

- ティーポット「茶々急須・丸　AYAORI」のレビューが川島寛隆とともに「HARIO NET SHOP」に掲載された（2023年5月8日)